# Stazione di Salorno
La stazione di Salorno (in tedesco Salurn) è una stazione ferroviaria della linea Verona – Innsbruck, a servizio dell'omonimo comune. Rappresenta la stazione ferroviaria più a sud dell'Alto Adige.

## Storia
Poco dopo l'apertura al servizio della Ferrovia del Brennero, sotto la direzione dell'ingegnere Luigi Negrelli, venne portata a compimento nel 1860 .

## Riconoscimenti
Nel 2021 la stazione ha vinto il premio provinciale Stazione ferroviaria dell'anno 2021, grazie ai lavori di ristrutturazione e riqualificazione effettuati a partire dall'anno 2019 sotto la direzione
dell'architetto Franz Kosta e Matthias Trebo.